# Family Guy
A Family Guy 1999-ben indult amerikai televíziós animációs szitkom, amelyet Seth MacFarlane alkotott. Az Amerikai Egyesült Államokban 1999. január 31-én a Fox, míg Magyarországon 2008. október 1-jén a Comedy Central mutatta be. A sorozat gyártói a Fuzzy Door Productions és a 20th Television.
A sorozat a Griffin család mindennapjai körül zajlik: a családfő Peter és az anya Lois, valamint három gyerekük: Chris, Meg, és Stewie, illetve kutyájuk, az emberi tulajdonságokkal felvértezett Brian életéről szól. A helyszín Rhode Island állam egy kitalált városa, Quahog. A sorozatra jellemző a szürreális, fekete humor, illetve a metafikciós bevágott jelenetek, amelyek nem kapcsolódnak a cselekményhez. Gyakori az amerikai popkultúra és életstílus kifigurázása is.
Közvetlen előzménye az alkotó, Seth McFarlane által készített "The Life of Larry" és "Larry & Steve" című két rövidfilm volt. A főszereplőket: Larryt és kutyáját, Steve-et McFarlane átalakította, és belőlük lett Peter és Brian. 1998-ban elkészült a sorozat hét perces pilot epizódja, amelyre a FOX-nál rábólintottak és berendeltek egy egész évadot. A harmadik évad 2002-es premierje után a sorozatot elkaszálták, de a remek DVD-eladások és a más adókon szindikátusi formában történő vetítések jó nézettségének köszönhetően kapott még egy esélyt, és 2005-ben visszatért a negyedik évaddal, s azóta is műsoron van.
A Family Guyt első bemutatása óta pozitívan kezeli a kritika. Tizenkétszer jelölték Emmy-díjra, és 11-szer Annie-díjra, ebből hármat-hármat el is nyert. 2009-ben az Emmy-díjátadón a legjobb komédiasorozat díjára jelölték, és "A Flintstone család" 1961-es jelölése óta először fordult elő, hogy animációs sorozatot jelölnek a kategóriában. Ugyanakkor a sorozat számos kritikát is kap, főként a nyelvezete, valamint kendőzetlen, sokak számára sértő humora miatt. Egy spin-off sorozat is készült "A Cleveland Show" címmel, illetve közvetetten az "Amerikai fater" című sorozattal is vannak közös vonásai.
A sorozatnak jelenleg 23 évada és több mint 400 epizódja került adásba. Magyarországon az első 22 évad volt látható magyar szinkronnal.
Ebben a sorozatban szinkronizált utoljára 2023-as halála előtt Cs. Németh Lajos, aki Dr. Hartmant és Herbertet szinkronizálta.

## Szereplők
A sorozat főszereplői Griffinék, köztük is legfőképpen a címadó Peter Griffin, az infantilis, kicsit ütődött és minden őrültséget a fejébe vevő, de alapvetően jószándékú családapa. Felesége, Lois háztartásbeli háziasszony és zongoratanár, aki a vagyonos Pewterschmidt család sarja. Legidősebb gyerekük Meg, akit csúnyasága miatt gyakran a vicc tárgya és gyakran a saját családja is semmibe veszi; a középső gyerek Chris, aki túlsúlyos, buta, és sok szempontból az apja kisebb kiadásban; és a legkisebb Stewie, aki még csak csecsemő, de lenyűgöző intelligenciával rendelkezik és kifinomult módon beszél (az eredeti változatban brit akcentussal), szexualitása kérdéses, és sokszor egyfajta őrült tudósként funkcionál. A családhoz tartozik még Brian, a kutya, aki emberi és állati tulajdonságokkal egyaránt fel van vértezve, aki a kezdeti epizódokban Peter ellenpontjaként funkcionált, majd később önálló karaktert kapva egy liberális, hipokrita, szarkasztikus, és sokszor öntelt személyiség lett.
Számtalan visszatérő szereplő is van a sorozatban, elsősorban Griffinék szomszédai: a szexmániás pilóta Glenn Quagmire, a postás afroamerikai Cleveland Brown, a deréktól lefelé béna rendőr Joe Swanson és felesége, Bonnie, a zsidó sztereotípiákat maximálisan megtestesítő patikus Mort Goldman (és fia, Neil), valamint a vén pedofil Herbert bácsi. Fontos szerepet töltenek még be a Quahog-i 5-ös csatorna hírolvasói, Tom Tucker és Diane Simmons (később Joyce Kinney), a riporter Tricia Takanawa és az időjós Ollie Williams. A város polgármesterét haláláig Adam West alakította saját magának egy fikcionalizált változatában, emellett James Woods is felbukkan alkalomszerűen, szintén saját magát játszva.

## Megalkotása
MacFarlane 1995-ben állt elő először a Family Guy ötletével. Egyetemi vizsgafilmje a "The Life of Larry" volt, amit a konzulense elküldött a Hanna-Barbera stúdió részére. A vállalat alkalmazta őt a film láttán, annak köszönhetően elkészülhetett 1996-ban a folytatás, a "Larry and Steve". Ennek főszereplői egy középkorú férfi és a kutyája voltak. 1997-ben a rajzfilm bekerült a Cartoon Network "World Premiere Toons" című műsorába.
A Fox, azután, hogy egy hasonló sorozat, a Texas királyai, viszonylag népszerű lett náluk, megkereste MacFarlane-t, hogy szívesen látnának egy komplett sorozatot a kisfilm karakterei alapján. Ebből lett a Family Guy, amelynek a pilotjához 50 ezer dollárt biztosítottak részére. A 15 perces pilot epizód (amely az adásba került első részhez képest még több ponton eltér) elnyerte a hálózat tetszését, és berendelt egy egész évadot. A korai epizódok esetében inspirációt jelentett az "All In The Family" című, 1970-es évekbeli sorozat, valamint a Simpson család; de számos nyolcvanas évekbeni szombat délelőtti rajzfilmsorozat is láthatóan nyomot hagyott rajta (Rubik, the Amazing Cube, The Fonz and the Happy Days Gang). A pilot 1998. május 15-én készült el, és az eredeti terv az volt, hogy a MADtv című műsorban lesznek apró jelenetek. Ez meghiúsult, mert a MADtv stábjának nem állt rendelkezésre ehhez megfelelő költségvetés.

## Készítése

### Forgatókönyvírás
MacFarlane a sorozat vezető producere már a sorozat kezdetei óta. Rajta kívül a kezdetekben David Zuckerman, Lolee Aries, David Pritchard és Mike Wolf töltötték be ezt a pozíciót. A későbbiekben Daniel Palladino, Kara Vallow, Danny Smith, és David A. Goodman is.
A sorozat epizódjainak vázlatát kezdetben tucatnyi író készíti el, majd amikor ez megvan, továbbadják a többieknek, akik befejezik azt. Ekkor készülnek el a bevágott jelenetek is, amin MacFarlane és a stáb közösen ötletelnek, és a legviccesebbek kerülnek be az epizódba. Mivel kézzel rajzolt animációt is használnak, ezért egy-egy epizód elkészítése akár 10 hónapig is eltarthat, ez az oka annak, hogy a Family Guy csak igen ritkán reagál aktuális közéleti témákra. A korai epizódokon jól megfigyelhető, hogy írói nem rajzfilmeknél közreműködtek korábban, hanem élőszereplős szitkomsorozatoknál. A legelső részek címei a régi amerikai thriller-rádiójáték, a "Suspense" alapján készültek, de ezzel egy idő után felhagytak, mert nehéz volt a részek beazonosítása. Egy epizód elkészítése körülbelül 2 millió dollárba kerül. MacFarlane egy 2017-es Reddit kérdezz-felelekben elárulta, hogy 2010 óta nem írója a sorozatnak.
Az írók közül Steve Callaghan kapta a legtöbb kreditet munkásságáért. Több, a sorozaton dolgozó író később más sorozatokok is dolgozott, például Neil Goldman és Garrett Donovan a "Dokik" című sorozatot írták, majd lettek végül vezető producerei. Mike Barker és Matt Weitzman egy másik MacFarlane-produkció, az Amerikai fater írói stábjába távoztak.
A forgatókönyvírók 2007-es nagy sztrájkja alatt a sorozat készítése is leállt, a Fox azonban MacFarlane utólagos jóváhagyása nélkül készíttette az újabb epizódokat, amit a Variety interjújában "ordas nagy parasztságnak" nevezett. Ő maga is sztrájkolt, a szerződése azonban úgy volt megfogalmazva, hogy valamennyi epizódhoz szükséges az ő jóváhagyása is. A 6. évad 6-7. epizódja így került levetítésre, de a dolognak nem lett komolyabb következménye.

### Az első három évad, majd a sorozat elkaszálása
A legelső epizódot 1999. január 31-én mutatták be, közvetlenül a XXXIII. Super Bowl után. 22 millióan látták, és rögtön visszhangokat keltett a felnőtteknek szóló humora miatt. A második epizódot ugyanebben az évben, április 11-én adták, vasárnap este fél 9-kor, az X-akták és a Simpson család között. Az első évad végén a Nielsen mérései szerint a 33. legnépszerűbb sorozat volt, átlagosan 12 milliós nézőszámmal. A második évadot már csütörtök este 9-kor adta a Fox, egyszerre az NBC "Frasier – A dumagép" című sorozatával. Ez drasztikus nézőszám-csökkenéssel járt együtt, ezért a következő epizódokat rendszertelenül adták le. 2000 márciusában csütörtök este fél 9-re került, csakhogy ekkor az ABC "Legyen Ön is Milliomos!" című vetélkedőjével ment egy időben, amivel nem tudta felvenni a versenyt. A Fox ezért 2000 májusában, a második évad végével törölte a sorozatot, amit az utolsó pillanatban átgondoltak, és berendeltek még 13 részt.
2001 novemberében tért vissza a harmadik évaddal, ismét csütörtök este 8 órakor, ami megintcsak nem volt szerencsés választás, mert a "Survivor"-ral és a "Jóbarátok"-kal kellett volna felvennie a versenyt. Ezért a Fox elkezdte összevissza pakolgatni a részeket, eltérő időpontokban, sőt napokon bemutatva azokat, ami szintén nem tett jót a nézettségnek. Mikor az új őszi műsorstruktúrát mutatta be 2002-ben a Fox, a Family Guy már nem volt benne, és nem sokkal később bejelentették, hogy a sorozatot elkaszálták.

### Újra berendelés
A Fox megkísérelte eladni a vetítési jogokat, nem sok sikerrel. Végül a Cartoon Network jutott hozzá, szinte fillérekért. 2003. április 20-án kezdték meg a vetítést az Adult Swim-en, és a sorozat azonnal népszerű lett a késő esti műsorsávban, a két és félszeresére növelve a csatorna nézettségét. A premierrel egyidejűleg kiadták az első két évadot DVD-n, ami hatalmas siker lett, egy hónap alatt eladtak belőle 400 ezer példányt. Végül 2,2 millió darab DVD fogyott, amivel 2003 legjobban fogyó televíziós DVD-kiadványa lett, és a Chappelle's Show első évada mögött a valaha volt második legtöbbet eladott ilyen kiadvány. A harmadik évad részei is milliós példányszámban keltek el. A műsor népszerűsége és az eladások felkeltették a Fox érdeklődését, így aztán 2004 májusában 35 új részt rendeltek be. Ez volt a történelemben az első alkalom, hogy a DVD-eladások segítettek feltámasztani egy elkaszált sorozatot.
2005 májusában indult el a negyedik évad, amelynek nyitóepizódját majdnem 12 millióan látták. MacFarlane akként nyilatkozott, hogy a kényszerszünet még jót is tett a műsornak, mert a rajzfilmsorozatoknál általában nincs ilyen, és ezért az évadok végén a poénok kezdenek nagyon ellaposodni.

### Perek
2007 márciusában Carol Burnett komika hatmillió dolláros pert indított a 20th Century Fox ellen, azt állítva, hogy az általa kitalált takarítónő karakter ábrázolása az engedélye nélkül került be a sorozatba. A bíróság azonban visszautasította a keresetet, mondván, hogy az amerikai alkotmány első kiegészítése védi a parodizálást is.
Ugyancsak 2007-ben a Bourne Co. Music Publishers perelte be az alkotókat (20th Century Fox, Fox Broadcasting Co., Cartoon Network, Seth MacFarlane, Walter Murphy), mert szerintük az "I Need A Jew" című dal a "Ha kívánhatnál magadnak egy saját zsidót" című részben túlságosan hasonlított a "When You Wish Upon a Star" című dalra, ráadásul antiszemita felhangú szöveggel. 2009-ben a bíróság úgy döntött, hogy a sorozat a parodizálással nem sértett semmilyen jogot.
Szintén 2007-ben indult egy per, ekkor a "Stu és Stewie zseniális kalandja" című epizód miatt, amelyet Art Meltrano színész indított – a kifogásolt jelenetben Jézus mutatta be Metrano jellegzetes "varázslását" kamu kézmozdulatokkal, miközben a "Fine and Dandy" című dalt dúdolja. Ez a per 2010-ben megegyezéssel zárult.

## Különlegességek

### "Út..." epizódok
Ezek a road movie jellegű részek különlegesek, mert mindegyik egy-egy utazásról szól, amelyen Brian és Stewie vesznek részt, jellemzően (de nem mindig) Stewie valamilyen találmányának segítségével. Bing Crosby és Bob Hope hasonló című filmjei szolgáltatták az inspirációt. Az első ilyen epizód, az "Út Rhode Island-re" 2000-ben került bemutatásra. Minden ilyen epizód jellegzetessége, hogy énekelnek benne egy dalt. A rajongók és a kritika is jól fogadták ezeket a részeket, mert Brian és Stewie különleges duót alkotnak, és a köztük lévő barátság minden részben erősen megmutatkozik.
- Út Rhode Island-re (2000)
- Út Európába (2002)
- Út Ruperthez (2007)
- Út Németországba (2008)
- Út a Multiverzumba (2009)
- Út az Északi-sarkra (2010)
- Út Indiába (2016)

### A sorozat humora
Az egyik sajátos eszköz, amivel a Family Guy él, az a bevágott jelenetek sorozata. Ezek a sorozat szinte összes epizódjában láthatóak, és jellemzően olyan dolgokról szólnak, amiknek egyébként semmi közük a cselekményhez. Sokszor gegeket használnak fel, amelyek sikerfilmes utalások, továbbá valamilyen társadalmi jelenségre vagy épp modern kulturális ikonokra reflektálnak.
A korai részekben humorforrás volt Stewie is, aki egyfajta szupergonoszként világuralomra akart törni, továbbá olyan eszközöket alkotott, amikkel megszabadulhatott olyanoktól, akiket nem kedvel. Emellett visszatérő elem volt, hogy meg akarta ölni a saját anyját. Az idő előrehaladtával MacFarlane és a sorozat többi írója is úgy érezte, hogy ez a karakter ebben a formában elfáradt, ezért Stewie új személyiséget kapott. A Family Guy gyakran utal saját magára is a viccekben, sokszor kritizálják a Fox-ot, illetve alkalmanként a szereplők kiszólnak a közönségnek. A negyedik évad (eredeti nyelven) azzal kezdődik, hogy Peter közli a családdal, hogy törölték a műsort, mert a Fox helyet kellett, hogy csináljon egy rakás sorozatnak, amiket Peter fel is sorol. Mikor Lois megkérdezi, hogy van-e még esélyük, Peter azt mondja, hogy ha ezeket törlik, akkor talán. Ezeket a sorozatokat a Fox valóban törölte, mielőtt a Family Guy visszakerült a képernyőkre.

## Díjak és elismerések
A Family Guyt eddig tizenegyszer jelölték Emmy- és Golden Globe-díjra különböző kategóriákban, és eddig mindkét fórumon háromszor nyert.
A Primetime Emmy díjon belül a kiemelkedő animált program – kevesebb mint egy óra kategóriában háromszor (2000-ben a Road to Rhode Island, 2005-ben a North by North Quahog és 2006-ban a PTV c. epizódokért); a kiemelkedő animált program – több mint egy óra kategóriában egyszer (2008-ban a Blue Harvest c. Star Wars-paródiáért) került jelölésre. Seth MacFarlane 2000-ben Stewie Griffin szerepéért megkapta a kiemelkedő szinkronteljesítményért járó díjat, valamint 2009-ben szintén őt (ezúttal Peter Griffinként nyújtott teljesítményéért) és 2007-ben Mila Kunist (Meg Griffin szerepéért) ugyanebben a kategóriában jelölték.
A Brian Wallows and Peter's Swallows c. epizódban elhangzott You've Got a Lot to See című dal 2002-ben megkapta legjobb betétdal és dalszöveg díjat (a zenét Walter Murphy szerezte, a szövegét Seth MacFarlane írta). Ugyanebben a kategóriában a Family Guy kapott még egy jelölést 2007-ben, a Peter's Two Dads c. részben felcsendült My Drunken Irish Dad c. dalért. Az eddigi utolsó Emmy-díjat Steven Fonti szerezte a sorozatnak, aki a kiemelkedő önálló teljesítmény animációban kategóriában lett első 2007-ben (a No Chris Left Behind c. epizód forgatókönyvéért).
Az eddigi legnagyobb elismerés, hogy 2009-ben Emmy-díjra jelölték a legjobb vígjátéksorozat kategóriában. 1961 óta először történt ez animációs sorozattal, akkor a Frédi és Béni (The Flintstones) c. műsort érte ez a megtiszteltetés.

## Magyar változat
A szinkront a Comedy Central megbízásából a Balog Mix Stúdió (1-18. évad), az Active Studio (19. évad), majd a LaborFilm szinkronstúdió (21. évadtól) készült.
Magyar szöveg: 
- Kiss Barnabás (1. évad – 6. évad)
- Laki Mihály (7. évad – 14. évad; 19. évad, 21. évadtól)
- Torma Péter (15. évad – 18. évad)

Felvevő hangmérnők:
- Hajas Gábor (21. évadtól)

Hangmérnök: 
- Gyapjas Károly, Kis Pál
- Árvai Zoltán (15. évad)
- Másik Zoltán (19. évad)
- Hegyesi Ákos (21. évadtól)

Lektor: 
- Hamvas Dániel
- Nékám Petra (15. évad – 18. évad)
- Szekeres Katalin (19. évad)

Vágó: 
- Katona Edit, Kocsis Éva
- Másik Zoltán (19. évad)
- Hegyesi Ákos (21. évadtól)

Gyártásvezető: 
- Bogdán Anikó
- Kristóf Katalin (19. évad)
- Molnár Magdolna (21. évadtól)

Szinkronrendező: 
- Dóczi Orsolya
- Balog Mihály (15. évad)
- Bartucz Attila (16. évad – 18. évad)
- Földi Tamás (19. évad)
- Gaál Erika (21. évadtól)

Produkciós vezető:
- Balog Gábor (15. évad)
- Legény Judit (21. évadtól)

Felolvasó: Megyeri János, Korbuly Péter (68. epizód, végefőcím)
Magyar hangok
- Agócs Judit – Donna Tubbs-Brown
- Albert Péter – Donald Trump, Sheperd igazgató (3. hang)
- Anger Zsolt – pap
- Ágoston Péter – minyon
- Áron László – Carter Pewterschmidt (pár részben)
- Bácskai János – gluténmentes mikulás, Franz Gutentag
- Baradlay Viktor – Anthony
- Baráth István – Dylan Flannigan (1. hang), Charlie, Randall
- Barbinek Péter – Carter Pewterschmidt
- Bartók László –  Vén West, Isten (16. évad), Herbert (370. epizód)
- Bartucz Attila –  banános palacsinta, Carl (néhány részben), Pauly Shore, Woody Allen
- Beratin Gábor – Wild West (3. hang)
- Berkes Bence – Justin, Justin Bieber
- Berkes Boglárka – Kate
- Berecz Kristóf Uwe – Aiden, gimnazista
- Bertalan Ágnes – Angela (160. epizód), afroamerikai nő, Jane Fonda
- Berzsenyi Zoltán – Adam West, Dr. Elmer Hartman (21. évadtól), John Goodman
- Bessenyei Emma – Angela (2. hang)
- Bodrogi Attila – Family Guy producer
- Bogdán Gergő – Jaiden, részeg gyerek
- Bogdányi Titanilla – Lisa Simpson, Penelope, Miley Cyrus
- Bognár Tamás – Preston Lloyd
- Bolla Róbert – Tom Tucker, egyik nyugdíjas, egyik megkérdezett (100. epizód), férfinek kinéző anya, Sean Hannity
- Bor László – Jake Tucker
- Borbiczki Ferenc – Gandalf
- Czető Ádám – gimnazista
- Czvetkó Sándor – Alec Baldwin
- Cs. Németh Lajos – Herbert, Dr. Elmer Hartman (1-20. évad), Horace, bíró, Obi-Wan Kenobi, John Hammond, A Fekete Lovag
- Csankó Zoltán – Chevy Chase, Liam Neeson
- Csernák János – Indiana Jones
- Csifó Dorina – Chloe
- Csondor Kata – Courtney Quagmire
- Csőre Gábor – Elijah Wood, Adam Sandler, Leonard Hofstadter, Ted Mosby
- Csuha Lajos – Dr. Cecil Pritchfield, Ezékiel, Marvin G. apja, idős férfi, Mikulás (2. hang), Oszáma bin Láden (2. hang), Kronosz, Herbert (305. és 306. epizód), Billy Joel
- Dányi Krisztián – Hudson, Greg az ablakban
- Dévai Balázs – Butthead
- Dolmány Attila – Stewie Griffin, Csicska Stewie
- Előd Álmos – kapitány
- Epres Attila – Halál (1. hang), Sean Penn, Jorah Mormont
- Erdős Borcsa – Pam Fishman, Becky, Angelina Jolie
- Faragó András – Hájas Paulie
- Fehér Péter – Bud Swanson, Pap
- Fehérváry Márton – Amis férfi, tolvaj
- Fekete Ernő – Jon Hamm
- Fekete Zoltán – új Brian, Jamie Kennedy
- Fellegi Lénárd – Rózsaszín párduc
- Fesztbaum Béla – Marshall Eriksen
- Forgács Gábor – Isten, Consuela (1. hang), Gyerekszáj műsorvezetője, zsidó szerzetes, Bill Clinton (2. hang), Robin Williams (1. hang), Doug (pattanás)
- Für Anikó – Olivia Fuller (1. hang)
- Gacsal Ádám – Harry Potter, Kanye West
- Galbenisz Tomasz – Ida Davis (1. hang), Kevin Swanson (pár részben), Tony Robbins
- Garami Mónika – Donna Tubbs-Brown (pár rész a 20. évadban)
- Gáspár Kata – Jillian Russel (2. hang)
- Görög László – Vinny
- Gubányi György István – Edison, Klaus
- Gulás Fanni – Jess Schlotz, Brandee, Monica
- Haás Vander Péter – Jeff Daniels
- Háda János – Halál (2. hang), Homer Simpson (2. hang), Oszáma bin Láden (1. hang), Paul Giamatti
- Hám Bertalan – Hammer, vizimentő
- Haagen Imre – náci vadászpilóta
- Halasi Dániel – Meleg katona szakasztárs
- Halász Aranka – Pearl Burton, Charmisse, Thelma Griffin, Andrea
- Hamvas Dániel – Chris Griffin, titkosügynök, ősember férj
- Haffner Anikó – Olivia Fuller (2. hang)
- Harsányi Gábor – Joe Pesci, Jerome (1 részben)
- Hegedűs Miklós – színházi konferanszié
- Hermann Lilla – Isabella
- Holl Nándor – Carl, Kevin James
- Honti Molnár Gábor – Pókember, százlábú, kínai ember
- Horváth Illés – Kent, Carson, ejtőernyős
- Horváth-Töreki Gergely – Dylan Flannigan (2. hang), Jézus (3. hang)
- Ifj. Boldog Gábor – fiatal MGM oroszlán
- Imre István – Nichols seriff, Carl Carlson
- Illyés Mari – Thelma Griffin
- Jakab Csaba  – François
- Joó Gábor – Roger (2. hang)
- Juhász Zoltán – Doug Whitty (326. epizód), Tom Tucker (22. évad), oktató
- Kajtár Róbert – Isten apja, olasz szomszéd
- Kapácsy Miklós – Cleveland Brown, William Shatner, repülőtéri őr
- Kassai Ilona – Mrs. Wilson, Evelyn
- Kassai Károly – Ernie, az óriáscsirke, Stan Smith (2. hang), Bill Clinton (1. hang), Bruce Lee, Robin Williams (2. hang)
- Katona Zoltán – Moses, Lenny Leonard, orosz pap
- Kautzky Armand – Pici Tom Cruise
- Kálid Artúr – Jerome (2. Hang), Isten, Rocky
- Kerekes József – Peter Griffin, Mickey McFinnigan, Seth MacFarlane, Dan Aykroyd, Chip, Roger (1. hang)
- Kisfalvi Krisztina – Meg Ryan
- Király Adrián – George Townsend, Jézus (2. hang)
- Király Attila – Jack Sparrow, Johnny Weir
- Kiss Anikó – Elle Hitler, Helen Defertelmes
- Kiss Erika – Bonnie Swanson (az 5. epizódban)
- Kiss Virág Magdolna – Julie Bowen
- Kocsis Mariann – Francine Smith, Donna Tubbs-Brown (22. évad)
- Koncz István – Moe Szyslak
- Konrád Antal – Sheperd igazgató (1. hang)
- Kossuth Gábor – Doug Whitty, kenyér, mentőápoló
- Koroknay Géza – Rush Limbaugh, Ron MacFarlane
- Kovács Nóra  – Shonda Rhimes, Annette Bening, Barbara Pewterschmidt (1 epizódban)
- Kökényessy Ági – Reese Witherspoon
- Laudon Andrea – Tori
- Láng Balázs – Beavis, végrehajtó
- Lux Ádám – Matthew McConaughey
- Maday Gábor – Bert, Larry
- Markovics Tamás – Tom Brady, Wil Wheaton, Barney Stinson, Blockbuster alkalmazott
- Menszátor Magdolna – Rita, Glenn Close, Donna Tubbs-Brown (néhány részben), Natalia
- Mezei Kitty – Sheila, Tatum, Tánci / Dancy McGee
- Mihályi Győző – Harrison Ford
- Mics Ildikó – Karen Griffin
- Molnár Ilona – Abby, Lauren Conrad, egyik leszbi, Jennifer, LaDawn, Connie DeAmico
- Molnár Levente – Mort Goldman, Neil Goldman
- Nádasi Veronika – Cheryl Tiegs
- Nádorfi Krisztina – Trüsi Tekiwana
- Némedi Mari – Loretta Brown, Deirdre Jackson
- Nemes Takách Kata – Meg Griffin, ősember feleség
- Németh Attila István – tévés bemondó, Hulk
- Németh Gábor – Blay Poker, Sheperd igazgató (2. hang), Mikulás (3. hang), Family Guy író
- Oláh Orsolya – Angela (1. hang), Jane Austen
- Orbán Gábor – Ronald Reagan, állatorvos
- Orosz István – Wild West (1. hang)
- Ősi Ildikó – Barbara Pewterschmidt
- Pálfai Péter – Francis Griffin (2. hang)
- Pálmai Szabolcs – Patrick, Doug Whitty (21. évad), Marty McFly
- Pál Tamás – Mike Pulaski, Eli
- Pálos Zsuzsa – Marge Simpson
- Pásztor Tibor – Jamie
- Papp Dániel – Tony Sirico
- Papp János – Kovakövi Frédi, Morgan Freeman
- Papucsek Vilmos – Ivan, őrült tudós
- Pekár Adrienn – Suzy
- Petridisz Hrisztosz – Frank Sinatra Jr. (3. hang)
- Pipó László – Edison szomszédja, Mark
- Potocsny Andor – Tobey
- Presits Tamás – egyik baseballütős őz, Consuela (2. hang), Stan Smith (1. hang)
- Pusztaszeri Kornél – Roger (3. hang)
- Rajkai Zoltán – Mark Ruffalo, birodalmi lépegető
- Rátonyi Hajni – Charmese
- Renácz Zoltán – Jim Kaplan, Omar, Alan Harper, Andy Dick
- Reviczky Gábor – Al Pacino, Palpatine
- Rosta Sándor – James Woods, Családpárbaj műsorvezetője, Frank Sinatra Jr. (1. hang), Dr. Emmett L. Brown, Bob Belcher
- Rudas István – Francis Griffin (1. hang)
- Sági Tímea – Bonnie Swanson, Jillian Russell (1. hang), Britney Spears, Doug anyja
- Scherer Péter – Rallo Tubbs
- Schnell Ádám – Brian Griffin, O’Brian, Csicska Brian, Jasper
- Seder Gábor – Glenn Quagmire, Mr. Weed (1. hang)
- Simonyi Balázs – Bart Simpson
- Sipos Eszter Anna – Martha
- Solecki Janka – Carolyn, Padma, Holly, Házvadászok narrátor
- Sótonyi Gábor – Stewie angol apja
- Sörös Miklós – Doug apja, producer
- Sörös Sándor – Wild West (2. hang)
- Stern Dániel – Jézus (1. hang), Kevin Swanson (1. hang), Floyd Wetherton, Derreck (2. hang), Mike
- Straub Martin – Kevin Swanson kisfiúként
- Szabó Máté – Sheldon Cooper
- Szabó Zselyke – Nora
- Szalay Csongor – kisfiú
- Szatmári Attila – Al Harrington, David Spade
- Szatory Dávid – Gonosz majom, Ryan Reynolds
- Szersén Gyula – David Mamet, Coriolanus Snow elnök
- Székhelyi József – Homer Simpson (1. hang)
- Széles Tamás – David Boreanaz
- Szokol Péter – Bertram, sperma, Billy Finn, önimádó pedofil, Anton
- Szrna Krisztián – Ronan Farrow, pincér
- Tarján Péter – A Barátnő, mi? című részben Glenn Quagmire és Cleveland Brown összecsapásának narrátora., Kevin Spacey
- Téglás Judit – Crystal Quagmire, Karminca
- Tokaji Csaba – orosz kém
- Tóth Enikő  – Julia Roberts
- Tóth Szilvia – Diane Simmons
- Törköly Levente – Oliver Platt
- Törtei Tünde – Joyce Kinney, Joan
- Varga Gábor – Cleveland Brown Jr., Derreck (1. hang), Brad Pitt
- Varga Rókus – Joe Swanson
- Varga T. József – Patrick Stewart
- Varga Tamás – Michael Dorn
- Vass Gábor – Jerome (1. hang), Madame Claude, O.J. Simpson
- Vándor Éva – Lois Griffin
- Várday Zoltán – Robert Loggia, Isten, Mikulás (1. hang), Frank Sinatra Jr. (2. hang), Herbert (188. epizód)
- Vári Attila – Ida Davis (2. hang)
- Versényi László – Carl Yodaként
- Vida Péter – Mahmoud
- Welker Gábor – Bostoni Superman
- Zakariás Éva –  Donna Tubbs-Brown (néhány rész, a 21. évadban)
- Zámbori Soma – Ashton Kutcher
- Závodszky Noémi – Roberta Tubbs
- Zsigmond Tamara – Brooke Roberts

## Átfedések az Amerikai faterral
Seth McFarlane másik sorozatából alkalmanként szereplők érkeznek a Family Guy-ba is. Roger, az idegen lény szerepel az ötödik évad záróepizódjának legutolsó jelenetében, a Star Wars-paródia (Blue Harvest) kocsmajelenetében, valamint Stan Smith a "Lois megöli Stewie-t" részben látható. Emellett a 9. évad utolsó részében a Star Wars paródiában is feltűnik Roger, az űrlény, valamint Klaus, az aranyhal. Emellett néhány Cleveland show szereplő is feltűnt ebben a részben: Rallo Tubbs, aki Lendónak segít, és a Medve család, akik az ewokokat játsszák.

## A Cleveland-show
2009 őszén egy új sorozatot indított útjának a FOX: a Family Guy szereplőgárdájából kiemelte Clevelandet, és egy önálló sorozatba helyezte őt, melynek címe A Cleveland-show. Ezt a sorozatot Seth MacFarlane és Mike Henry (aki Cleveland karakterének kitalálója és hangja) együtt vezette. A sorozatot 2013-ban törölték a FOX műsoráról.